# تفنگدار چوسان
تفنگدار چوسان (کره‌ای: 조선 총잡이; لاتین‌نویسی اصلاح‌شده: Joseon Chongjabi) یک مجموعهٔ تلویزیونی کره جنوبی سال ۲۰۱۴ با بازی لی جون گی، نام سانگ-می، جئون هیه-بین، هان جو وان و یو اوه-سونگ است. این مجموعه از ۲۵ ژوئن تا ۴ سپتامبر ۲۰۱۴، روزهای چهارشنبه و پنجشنبه ساعت ۲۱:۵۵ (کی‌اس‌تی) از کی‌بی‌اس۲ برای ۲۲ قسمت پخش شد.

## بازیگران

### اصلی
- لی جون گی در نقش پارک یون-کانگ/هاسه‌گاوا هان‌جو
  - سو دونگ-هیون در نقش جوانی پارک یون-کانگ[۲][۳][۴][۵][۶][۷][۸]
- نام سانگ-می در نقش جونگ سو-این[۷][۹][۱۰]
- جئون هیه-بین در نقش چوی هه-وون[۱۱]
- هان جو وان در نقش کیم هو-کیونگ
- یو اوه-سونگ در نقش چوی وون-شین